# Grand Prix Rakouska 2003

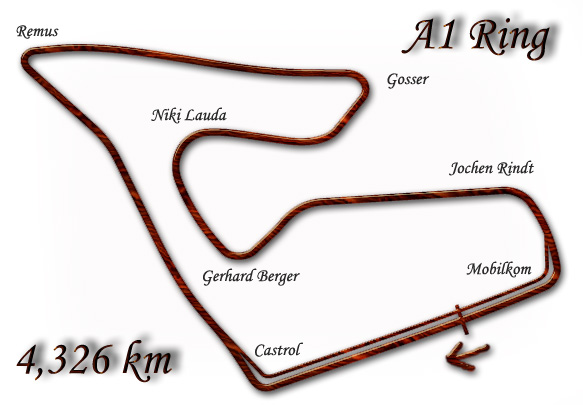
Schéma okruhu

Grand Prix Rakouska XXXII Großer A1 Preis von Osterreich
- 18. květen 2003
- Okruh A1 Ring
- 69 kol x 4,326 km = 298,494 km
- 703. Grand Prix
- 67. vítězství Michaela Schumachera
- 162. vítězství pro Ferrari

- Závod původně vypsán na 71 kol / Minardi Jos Verstappena zůstalo po startu stát na startovním roštu / závod znovu odstartován po čtyřech kolech za zpomalovacím vozem.

## Výsledky

### Pořadí v cíli
| Pozice | Jezdec                | Vůz              | Čas         |
| ------ | --------------------- | ---------------- | ----------- |
| 1      | Michael Schumacher    | Ferrari F2003-GA | 1h24:04,888 |
| 2      | Kimi Räikkönen        | McLaren MP 4/17D | á 0:03:362  |
| 3      | Rubens Barrichello    | Ferrari F2003-GA | á 0:03:951  |
| 4      | Jenson Button         | BAR 005          | á 0:42:243  |
| 5      | David Coulthard       | McLaren MP 4/17D | á 0:59:740  |
| 6      | Ralf Schumacher       | Williams FW25    | á 1 kolo    |
| 7      | Mark Webber           | Jaguar R4        | á 1 kolo    |
| 8      | Jarno Trulli          | Renault R 23     | á 1 kolo    |
| 9      | Antonio Pizzonia      | Jaguar R4        | á 1 kolo    |
| 10     | Cristiano da Matta    | Toyota TF 103    | á 1 kolo    |
| 11     | Ralph Firman          | Jordan EJ 13     | á 1 kolo    |
| 12     | Jacques Villeneuve    | BAR 005          | á 1 kolo    |
| 13     | Justin Wilson         | Minardi PS 04 B  | á 2 kola    |
| Kolo   | Odstoupili            | -                | -           |
| 60     | Giancarlo Fisichella  | Jordan EJ 13     | Tlak paliva |
| 46     | Nick Heidfeld         | Sauber C 22      | Motor       |
| 45     | Fernando Alonso       | Renault R 23     | Motor       |
| 32     | Juan Pablo Montoya    | Williams FW25    | Motor       |
| 6      | Olivier Panis         | Toyota TF 103    | Defekt      |
| 0      | Jos Verstappen        | Minardi PS 03    | Rozvodovka  |
| *      | Nestartoval           | -                | -           |
| *      | Heinz-Harald Frentzen | Sauber C 22      | Spojka      |

### Nejrychlejší kolo
- Michael SCHUMACHER  Ferrari 	1'08,337 – 227.894 km/h

### Vedení v závodě
- 1-23 kolo Michael Schumacher
- 24-31 kolo Juan Pablo Montoya
- 32-42 kolo Michael Schumacher
- 43-49 kolo Kimi Räikkönen
- 50 kolo Rubens Barrichello
- 51-69 kolo Michael Schumacher

### Postavení na startu
- červeně – nestartoval / problém se spojkou
- modře –  startoval z posledního místa
- zeleně – Startoval z boxu

| 1. řada  | 1                     | 2                  |
|          | Michael Schumacher    | Kimi Raikkonen     |
|          | Ferrari               | McLaren            |
|          | 1'09,150              | 1'09,189           |
| 2. řada  | 3                     | 4                  |
|          | Juan Pablo Montoya    | Nick Heidfeld      |
|          | Williams              | Sauber             |
|          | 1'09.391              | 1'09.725           |
| 3. řada  | 5                     | 6                  |
|          | Rubens Barrichello    | Jarno Trulli       |
|          | Ferrari               | Renault            |
|          | 1'09.784              | 1'09.890           |
| 4. řada  | 7                     | 8                  |
|          | Jenson Button         | Antonio Pizzonia   |
|          | BAR                   | Jaguar             |
|          | 1'09.935              | 1'10.045           |
| 5. řada  | 9                     | 10                 |
|          | Giancarlo Fisichella  | Ralf Schumacher    |
|          | Jordan                | Williams           |
|          | 1'10.105              | 1'10.279           |
| 6. řada  | 11                    | 12                 |
|          | Olivier Panis         | Jacques Villeneuve |
|          | Toyota                | BAR                |
|          | 1'10.402              | 1'10.618           |
| 7. řada  | 13                    | 14                 |
|          | Cristiano da Matta    | David Coulthard    |
|          | Toyota                | McLaren            |
|          | 1'10.834              | 1'10.893           |
| 8. řada  | 15                    | 16                 |
|          | Heinz-Harald Frentzen | Ralph Firman       |
|          | Sauber                | Jordan             |
|          | 1'11.307              | 1'11.505           |
| 9. řada  | 17                    | 18                 |
|          | Mark Webber           | Justin Wilson      |
|          | Jaguar                | Minardi            |
|          | 1'11.662              | 1'14.508           |
| 10. řada | 19                    | 20                 |
|          | Fernando Alonso       | Jos Verstappen     |
|          | Renault               | Minardi            |
|          | 1'20.113              | – -- ---           |
| -------- | --------------------- | ------------------ |

### Zajímavosti
- Během zastávky v boxech vzplanul vůz Michaela Schumachera